# 안치용 (배우)
안치용은 대한민국의 배우이다.

## 출연작

### 영화
- 2017년 《공조》... 노 검시원 역

### 드라마
- 2003년 SBS 《야인시대》... 박승준 역
- 2003년 KBS1 《무인시대》... 금 세종 역
- 2005년 MBC 《신돈》... 원 위왕 역
- 2009년 KBS1 《천추태후》... 마의태자 역
- 2012년 MBC 《아이두 아이두》
- 2016년 SBS 《그래, 그런거야》